# Westerwald

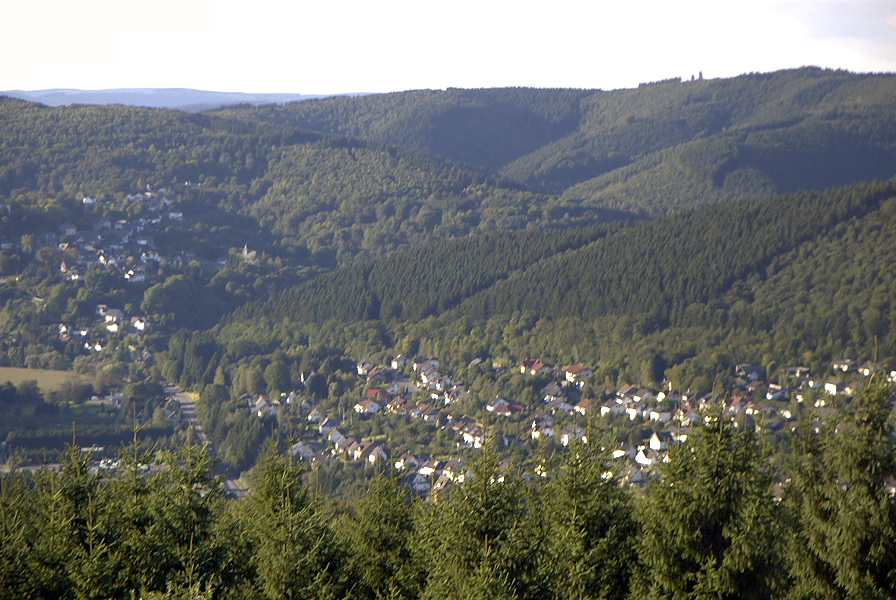
Vista a la parte norte del Westerwalds desde el Ottoturm cerca de Kirchen-Herkersdorf.

El Westerwald (lit. Bosque Occidental) es una cadena montañosa en Alemania cuya máxima altura es de 657 m (Fuchskaute). La cadena montañosa se extiende a lo largo de tres estados federales Palatinado Renano, Hesse y Renania del Norte-Westfalia. En verdad, se trata de una provincia volcánica que pertenece a la Provincia volcánica cenozoica de la Europa Central. Allí se encuentra el cono volcánico Ahlbach, de 280 metros de altura.
Aquí se en encuentra la caldera volcánica de Bittersberg.